# Vilanova de Banat
Vilanova de Banat és una població del municipi d'Alàs i Cerc de la comarca de l'Alt Urgell. Es troba en un altiplà al vessant septentrional de la serra del Cadí. L'església està dedicada a Santa Cecília.
La població va ser fundada el 1255 per Galceran de Pinós després de traslladar el castell de Banat, a vegades documentat com Banat de Sobirà, al puig de Calbell. La vila nova va ser anomenada Calbell de Banat però el 1290 ja apareix en la forma actual.

## Cronologia dels fets més importants de Vilanova
| Any          | Fets |
| ------------ | --- |
| 819          | Primera menció en un document de St. Iscle de Vilanova. |
| 860          | Primera menció en un document de Banat. |
| 1000         | Condició de llibertat dels pobladors de Sant Iscle de Vilanova i Banat de dalt i de baix. Primera definició dels límits del terme de Sant Iscle de Vilanova: Els habitants de Sant Iscle de Vilanova eren pagesos lliures alguns d'ells dependents del Bisbat. Límits del terme de St. Iscle de Vilanova: Creu de sobre Ansovell, Cadí, riu dels Salces (torrent de Banat) i Segre. |
| 1128         | Inici feudalisme: Galceran de Pinós, com a senyor del castell de sant Jaume, esdevé també senyor de Sant Iscle de Vilanova i Santa Cecília d'Erdud. |
| 1195-1230    | Invasions comte de Foix ajudat per vescomte de Castellbó: Les incursions i destruccions del comte de Foix i el de Castellbó fan decidir a Galceran de Pinós a construir el poble nou de Vilanova de Banat (originalment conegut com a Calbell de Banat) |
| 1 abril 1255 | S'està construint el poble nou de Vilanova. El 25 de juny del mateix any venen els primers pobladors. |
| 1279         | Al poble nou de Vilanova hi ha 12 cases habitades. A la Vilanova de Sant Iscle 3 cases, a Santa Cecília d'Erdud 2 cases i a Banat 10 cases. |
| 1348         | Pesta negra: La pesta negra provoca la mort de més de la meitat de la població d'Europa, la mort de quasi la meitat dels habitants de Vilanova. Amb tot el desgavell de la pesta entre 1351-1359 Vilanova canvia de senyor, ara és Jaume Cadell d'Arsèguel. |
| 1468         | Guerra civil de Joan II contra la Generalitat: a Vilanova (inclòs el seu senyor) eren partidaris de la Generalitat. |
| 1524         | A Vilanova hi ha 12 cases habitades, ja no queda cap habitant ni a Santa Cecília ni a Sant Iscle. Només una casa habitada a Banat (el cortal de Banat). D'ara en endavant s'inicia el període del bandolerisme dels Cadells. Durarà uns 100 anys. Arsèguel i Vilanova dues poblacions clarament a favor del bandolerisme. El mes d'octubre del 1562 es va cremar tot el poble de Vilanova de Banat.                                                                                                  |
| 1574         | Compra terme municipal al Cadell: El 27 d'octubre de 1574, les 18 cases que hi ha en aquell moment a Vilanova compren el terme municipal a Miquel Cadell. D'ara en endavant són amos del terme municipal però arrendadors dels seus camps i de les seves cases. |
| 1618         | Deixa de manar el Cadell i comença el Bisbe: a conseqüència del bandolerisme els Cadell havien caigut en desgràcia. Endeutats amb el Bisbat, són obligats a vendre els drets sobre Vilanova de Banat i Banat al mateix bisbat per la quantitat de 2.663 lliures i 6 sous. El 3 de setembre del 1618 prenen possessió de Vilanova de Banat i de Banat en nom del Bisbat els canonges Francisco Morillo i Pau Claris (futurs presidents de la Generalitat). En aquest moment hi ha 15 cases habitades. |
| 1673         | Fi de la construcció de l'església actual: L'any 1562 es crema l'església del poble i es procedeix a la reconstrucció ampliada d'aquesta. A partir d'ara s'autoritza a viure a Vilanova nous pobladors, amb la condició que almenys un dels dos components de la parella sigui nascut a Vilanova. |
| 1716         | Guerra Felip V. Cadastre: La imposició del cadastre de Patiño provoca que els impostos augmentin d'un 24% a un 46%. Com a conseqüència el nombre de cases habitades passa de 36 a 22 cases. En dos anys han mort o marxat de Vilanova 104 persones, un 47% del total. |
| 1800         | Dos guerres amb francesos: El 1794 la Guerra Gran, que va afectar molt a Catalunya. El 1808 la guerra del francès (guerra de la independència), que no va produir grans desastres al territori. |
| 1840         | Guerres Carlines. La gent no sap on anar, això provoca que Vilanova arriba al seu màxim, 47 cases habitades. |
| 1874         | Primera república: Durant al primera república es porta l'aigua corrent a la font de la plaça amb els diners pagats pels candidats per comprar els vots. |